# Scytinostroma
Scytinostroma Donk (skórówka) – rodzaj grzybów z rodziny powłocznicowatych (Peniophoraceae).

## Charakterystyka
Grzyby kortycjoidalne o owocniku rozpostartym, rozproszonym, przyrośniętym, woskowatym. Hymenofor gładki do grudkowatego, zwykle w kolorze kremowym do ochrowego. System strzępkowy dimityczny, strzępki generatywne ze sprzążkami lub z prostymi przegrodami, cienkościenne, strzępki szkieletowe gęsto rozgałęzione i czasami tworzące dendrohyfidy lub dichohyfidy, wąskie i grubościenne, silnie dekstrynoidalne i cyjanofilne. U większości gatunków są sulfododatnie lub sulfoujemne gleocystydy, często z brodawkowatym wierzchołkiem. Podstawki rurkowate lub workowate, 4-sterygmowe, ze sprzążką lub prostą przegrodą u podstawy. Bazydiospory niemal kuliste do elipsoidalnych, gładkie, zmiennie amyloidalne.
Scytinostroma jest morfologicznie bardzo zbliżona do Vararia, która odróżnia się występowaniem wyraźnych i licznych dichohyfid co nadaje luźniejszą konsystencję jej owocnikom, istnieją jednak formy pośrednie, np. u Vararia maremmana, u której dichohyfidy nie są bardzo zróżnicowane, a owocnik jest twardy.

## Systematyka i nazewnictwo
Pozycja w klasyfikacji według Index Fungorum: Peniophoraceae, Russulales, Incertae sedis, Agaricomycetes, Agaricomycotina, Basidiomycota, Fungi.
Polską nazwę nadał Władysław Wojewoda w 2003 r.
Gatunki występujące w Polsce:
- Scytinostroma galactinum (Fr.) Donk 1956 – skórówka mleczna
- Scytinostroma hemidichophyticum Pouzar 1966[4]
- Scytinostroma odoratum (Fr.) Donk 1956 – skórówka wonna
- Scytinostroma portentosum (Berk. & M.A. Curtis) Donk 1956 – skórówka kulistozarodnikowa

Nazwy naukowe na podstawie Index Fungorum. Nazwy polskie według Władysława Wojewody.